# Annemarie Moser-Pröll
Annemarie Moser-Pröll,  (Kleinarl, Salzburg, Austrija, 27. ožujka 1953.) bivša je alpska skijašica iz Austrije.
Moser-Pröll je ostvarila 62 pobjede u Svjetskom skijaškom kupu i osvojila 6 velikih globusa. Pored toga osvojila je zlato na XIII. Zimske olimpijske igre – Lake Placid 1980. u spustu. Na Svjetskim prvenstvima osvojila je 4 zlatne medalje: dvije u spustu i dvije u kombinaciji. Karijeru završava direktno nakon ZOI 1980.

## Uspjesi
Olimpijske igre
- Olimpijske igre 1972.: 2. u spustu, 2. u veleslalomu, 5. u slalomu
- Olimpijske igre 1980.: 1. u spustu, 6. u veleslalomu

Svjetska prvenstva
- Svjetsko prvenstvo 1970.: 3. u spustu, 6. u kombinaciji
- Svjetsko prvenstvo 1972.: 1. u kombinaciji, 2. u spustu, 2. u veleslalomu
- Svjetsko prvenstvo 1974.: 1. u spustu, 4. u veleslalomu
- Svjetsko prvenstvo 1978.: 1. u spustu, 1. u kombinaciji, 3. u veleslalomu
- Svjetsko prvenstvo 1980.: 1. u spustu, 6. u veleslalomu

Svjetski kup
- 1969/1970.: 3. u poretku slaloma
- 1970/1971.: 1. u ukupnom poretku, 1. u poretku spusta, 1. u poretku veleslaloma, 3. u poretku slaloma
- 1971/1972.: 1. u ukupnom poretku, 1. u poretku spusta, 1. u poretku veleslaloma
- 1972/1973.: 1. u ukupnom poretku, 1. u poretku spusta, 2. u poretku veleslaloma
- 1973/1974.: 1. u ukupnom poretku, 1. u poretku spusta
- 1974/1975.: 1. u ukupnom poretku, 1. u poretku spusta, 1. u poretku veleslaloma, 1.u poretku za kombinaciju
- 1976/1977.: 2. u ukupnom poretku, 2. u poretku spusta, 2. u poretku za kombinaciju, 3. u poretku veleslaloma
- 1977/1978.: 2. u ukupnom poretku, 1. u poretku spusta
- 1978/1979.: 1. u ukupnom poretku, 1. u poretku spusta, 1. u poretku za kombinaciju, 2. u poretku slaloma
- 1979/1980.: 2. u ukupnom poretku, 2. u poretku spusta, 2. u poretku za kombinaciju, 3. u poretku slaloma

Sve ukupno 62 pobjede u Svjetskom kupu: 36 spustova, 16 veleslaloma, 3 slaloma i 7 kombinacija. Osim toga bila je 32 puta druga i 19 puta treća.

## Vanjske poveznice
- Statistika na FIS-u  Arhivirana inačica izvorne stranice od 6. veljače 2009. (Wayback Machine)